# Aua
Aua é uma ilha da Papua-Nova Guiné, no Arquipélago de Bismarck. Administrativamente pertence à região de Momase e província de Sandaun. O seu fuso horário é UTC+10. A língua local é o wuvulu-aua. A ilha tem um aeroporto com o código IATA AUI.
A primeira visita de europeus à ilha Aua foi feita pelo navegador espanhol Íñigo Ortiz de Retes em 27 de julho de 1545 a bordo da carraca San Juan, quando tentava regressar de Tidore para Nova Espanha. Mapeou a ilha Aua e as ilhas próximas, Wuvulu e Manu, como La Barbada.